# Kredsen Mars og Merkur Danmark
Kredsen Mars og Merkur Danmark er en forening af folk fra erhvervslivets top og militære ledere i generals- og admiralsklassen. Foreningen blev dannet i 1975 med det formål at styrke kontakten mellem erhvervsfolk og militærfolk, deraf navnet Mars som gud for krig og Merkur som gud for handel.
Den danske kreds er en underafdeling af den langt større europæiske kreds Mars & Mercurius, med hovedsæde i Holland, tidligere med Prins Bernhard som protektor. Denne blev dannet helt tilbage i 1926 og hed oprindelig De Koninklijke Kring Mars & Mercurius (Den Royale Kreds Mars og Merkur).
Præsident
- Torben von Lowzow, direktør

Medlemmer

Et udvalg af nuværende og tidligere medlemmer:
- Mærsk Mc-Kinney Møller
- Mogens Munk Rasmussen
- Alf Duch-Pedersen
- Henning Dyremose
- Niels Due Jensen
- Lars Nørby Johansen
- Peter Straarup
- Christian Herskind

## Eksterne link og kilder
- Gardehusaren Nr. 8/2004 side 7
- Flåden i Korsør Nr. 3/1999 side 9
- "Bag lukkede døre," Berlingske Nyhedsmagasin, 2004. (Arkiveret udgave).
- Mars & Mercurius Europe Arkiveret 4. april 2017 hos  Wayback Machine
- sindbaek.com: Mænd er fra Mars – og Merkur (Berlingske Nyhedsmagasin, maj 2004). (Arkiveret udgave).